# Église Sainte-Madeleine du Pouzin
L'église Sainte-Madeleine est érigée dans la commune de Le Pouzin, département de l'Ardèche en région Auvergne-Rhône-Alpes. Son architecture contemporaine est l'œuvre de Maurice Biny.

## Historique
- 1944 : destruction de l’église néo-gothique Sainte-Madeleine du Pouzin lors d’un bombardement le 6 août. Une grande partie de la ville est rasée. Il y a quarante-quatre  victimes. L’une d’elles sera retrouvée sous les décombres du clocher trois mois après lors des opérations de déblaiement[1].
- 1955 - 1958 : reconstruction de l’église sur le même emplacement.
- 1994 : les paroisses catholiques de Baix, Flaviac, Le Pouzin, Rompon et Saint-Julien-en-Saint-Alban forment l’«ensemble inter-paroissial du Pouzin ». L’église Sainte-Madeleine en est « l’église centre ».
- 2003 : 
  - Le 1er janvier, la paroisse « Saint-François d’Ouvèze - Payre » est créée par fusion des paroisses des « ensembles inter -paroissiaux » de Chomérac et du Pouzin. Son territoire correspond à l’aval de la vallée de l’Ouvèze et à la majeure partie de celle de la Payre[2].
  - L’architecture de l’église est labellisée « Patrimoine du XXe siècle » le 10 mars.
- 2022 : création de la paroisse « Saint-Nicolas du Rhône » autour de La Voulte-sur-Rhône par fusion et redéfinition des limites des paroisses « Saint-Jean du Pays de Privas », « Saint-François d'Ouvèze-Payre» et « Saint-Michel du Rhône, »  [3].

## Description générale
L’église aux formes simples comprend un chœur, une nef, un seul bas-côté, un baptistère et une sacristie. Elle a été reconstruite en pierres de pays. Son clocher surmonté d’une flèche est situé au sud de l’entrée principale. Il est entièrement en béton. L’intérieur est asymétrique : la nef est excentrée par rapport au chœur. Les bancs des fidèles sont disposés contre le mur nord. Le flanc sud s’ouvre par des fenêtres décorées de vitraux. L'entrée est surmontée d'une tribune. Le chœur reçoit latéralement la lumière extérieure par une baie invisible depuis la nef. Ces jeux de volumes, de couleurs, de lumières invitent le fidèle, le visiteur à diriger son regard vers le chœur et créent une ambiance particulière à l’édifice.

## Vocable
Sainte Madeleine a été choisi comme patronne en souvenir du précédent lieu de culte détruit par fait de guerre.

## Visite de l'édifice[5]

### Le sanctuaire
Plusieurs éléments aux fonctions liturgiques précises : 
- le siège de présidence, ici un fauteuil ;
- la Croix du Christ placée au fond de l’abside ;
- l’ambon : un lutrin décoré d’un voile dont la couleur est choisie en fonction du temps liturgique. Il peut donc être vert, blanc, rouge ou violet ;
- l’autel en pierre de Chomérac ;
- le tabernacle situé dans la nef latérale, les trois lettres gravées sur sa porte "IHS" évoque le Christ, Sauveur des Hommes.

### Vitraux
Des vitraux décorent les fenêtres sud de l’église. Œuvres de François Chapuis (1928 - 2002), ils ont été réalisés par l’atelier Balayn de Loriol-sur-Drôme. Différents symboles représentés : la colombe pour les mystères joyeux, les instruments de la Passion au centre (croix, glaive, dés, fouets, éponge, couronne d'épines)  pour les mystères douloureux ; le soleil vers l'autel du Saint-Sacrement pour les mystères glorieux.

### Sculptures
À proximité du portail principal est disposé un bas relief : Sainte Madeleine et le Christ, sculpture du Valentinois André Deluol.
Dans l’église se trouve une Vierge polychrome, création de Philippe Kaeppelin (1918 - 2011).

### Cloches
La base Palissy recense une cloche datant de 1750 et classée parmi les monuments historiques au titre d'objet le 2 mars 1943.

## Chronologie des curés

### Avant 1994
Un curé, aidé parfois d'un vicaire a la charge de la paroisse dont le territoire correspond approximativement à celui de la commune.

### 1994 - 2003
Une équipe presbytérale dont les membres sont « curés in solidum » (responsables solidairement) a la charge de l’« ensemble inter-paroissial du Pouzin ».

### 2003 - 2022
Avec la création de la paroisse Saint-François d’Ouvèze - Payre, une équipe d’animation pastorale (E.A.P.) composée de laïcs en mission et de prêtres nommés « curés in solidum » à la charge de la paroisse nouvelle.

### Depuis 2022
Avec la création de la paroisse Saint-Nicolas du Rhône, une équipe d’animation pastorale (E.A.P.) composée de laïcs en mission et de prêtres nommés « curés in solidum » à la charge de la paroisse nouvelle.

## Personnalité liée à l’édifice
- Lilian Camberabero : l’édifice accueille ses funérailles le 2 janvier 2016[8].